# Самое грандиозное шоу на Земле: Доказательства эволюции
«Самое грандиозное шоу на Земле: Доказательства эволюции» (англ. The Greatest Show on Earth: The  Evidence for Evolution) — книга британского эволюциониста Ричарда Докинза, посвящённая теории эволюции.
Книга опубликована в Великобритании и странах Содружества издательством Transworld, а в США — издательством Free Press. В первую неделю после выхода книга возглавила список бестселлеров The Sunday Times, более чем в два раза превысив продажи ближайшего конкурента. Также была выпущена аудиокнига, которую читают Докинз и его жена Лалла Уорд.

## Предпосылки
В предисловии Докинз отметил:
Эта книга — моё собственное изложение доказательств того, что «теория» эволюции на самом деле является фактом, таким же неоспоримым как любой другой в науке.
Ричард Докинз написал ряд книг об эволюции, начиная с его первых двух книг «Эгоистичный ген» (1976) и «Расширенный фенотип» (1982). За ними следовали ещё три книги, в которых делалась попытка прояснить некоторые общие ошибки в понимании теории эволюции. Его документальный сериал «Гений Чарльза Дарвина» посвящён жизни Чарлза Дарвина и приводит некоторые из доказательств теории эволюции.
Несмотря на эти и другие работы, Докинз почувствовал, что на самом деле раньше никогда не брался за всестороннее освещение доказательств эволюции, поэтому решил посвятить этой теме книгу. Докинз считал, что противодействие эволюции было столь же сильным, как и раньше, несмотря на подавляющее и растущее количество доказательств в пользу теории. Он начал писать «Самое грандиозное шоу на Земле» в последние месяцы своей работы в качестве профессора Чарльза Симони по общественному пониманию науки (сейчас эту должность занимает Маркус дю Сутуа) и закончил её в отставке. Он считает, что 2009 год, двухсотлетие со дня рождения Дарвина и 150-летие его книги «Происхождение видов», — идеальное время для такой работы. В последнее время подобные книги написали и другие авторы, например, книга Джерри Койна «Почему эволюция верна», которую Докинз очень рекомендует.

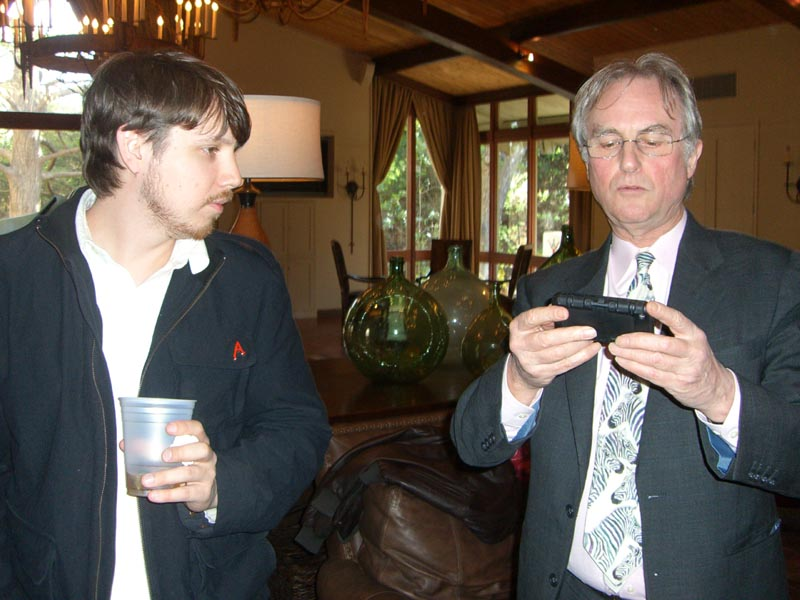
Книга посвящена техническому ассистенту Докинза и веб-дизайнеру Джошу Тимонену (слева)

Литературный агент Докинза Джон Брокман продвигал книгу в издательства под рабочим названием «Только теория». Однако американский биолог Кеннет Миллер уже использовал это название для своей книги Only A Theory: Evolution and the Battle for America’s Soul (2008). Он оставил название «Только теория?» в качестве названия первой главы, «с предупреждающим знаком вопроса для защиты от креационистского цитирования». Докинз получил это название благодаря футболке, подаренной ему «анонимным доброжелателем», на которой было написано: «Эволюция: Самое грандиозное шоу на Земле; единственная игра в городе». Он надевал её время от времени, когда читал лекции, и понял, что она идеально подходит для названия. Однако, поскольку его редактор не разрешил такое длинное название, они сократили его до «Самое грандиозное шоу на Земле». В трёх случаях Докинз хотел включить в книгу новые научные результаты, появившиеся поздно в процессе публикации; несмотря на перебои, издательство пошло навстречу.
Докинз посвятил книгу Джошу Тимонену, который вместе с другими работал над созданием сайта RichardDawkins.net. Докинз пишет в предисловии: «Творческий талант Джоша очень глубок, но образ айсберга не передает ни многогранной широты его вклада в наше общее дело, ни теплого доброго юмора, с которым он его вносит». Докинз также благодарит свою жену Лаллу за «неизменную поддержку, полезную стилистическую критику и характерно стильные предложения», а также своего друга Чарльза Симони, с которым он расстается после четырнадцати лет и семи книг.

## Обзор
Книга состоит из 13 разделов:
1. Только теория?
2. Собаки, коровы и капуста
3. Путь наслаждений в макроэволюции
4. Тишина и медленное время
5. Прямо у нас на глазах
6. Недостающее звено? Что означает отсутствует?
7. Отсутствуют особи? Больше не отсутствуют
8. Вы сделали это сами в течение девяти месяцев
9. Ковчег континентов
10. Дерево родства
11. История вписана везде у нас
12. Гонка вооружения и «Эволюционная Теодицея»
13. Есть величие в этом взгляде на жизнь

## Критические отзывы
После выхода книга была встречена критиками неоднозначно. Анжана Ахуджа, написавшая в газете «Таймс», назвала изложение Докинзом доказательств эволюции «прекрасным, ясным и убедительным». Хотя она критикует его за преувеличение роли ислама в распространении креационизма и считает, что его стиль письма вряд ли убедит неверующих, Ахуджа назвала это всего лишь «придирками» и рекомендовала книгу всем читателям. The Economist опубликовал благоприятную рецензию, похвалив стиль письма Докинза как «убедительный» и высоко оценив его образовательную ценность. Марк Фишер в The List назвал Докинза «убедительным коммуникатором», добавив, что книга «просветительская», и похвалив использование юмористических анекдотов. Газета Sunday Telegraph назвала её «Книгой недели», а рецензент Саймон Ингс описал Докинза как «мастера научной ясности и остроумия». Хотя Ингс считает, что гнев в какой-то степени помешал творчеству Докинза, он также высоко оценил разделы книги как «волшебные» и «интуитивные», заключив, что в общей теме есть «вечная ценность».
Рецензент The New York Times Николас Уэйд, в целом положительно оценив работу, подверг критике утверждение Докинза о том, что эволюцию можно рассматривать как неоспоримый факт, и заявил, что настойчивость Докинза в том, что это факт, делает его таким же догматиком, как и его оппонентов. Более того, характеризуя своих оппонентов как «отрицателей истории», «хуже, чем невежд» и «заблуждающихся до степени извращения», Уэйд утверждает, что «это не язык науки или цивилизованности». Уэйд считает, что и Докинз, и его оппоненты креационисты ошибаются. Впоследствии рецензия Уэйда подверглась критике в многочисленных письмах в «Нью-Йорк Таймс». В одном из них Дэниел Деннетт утверждал, что креационизм заслуживает такого же уважения, как и вера в то, что мир плоский. В другом письме, от Филипа Китчера, профессора философии Колумбийского университета, утверждается, что эволюция и другие научные выводы «настолько хорошо подтверждены, что считаются фактами».